# Бевезен
Бевезен (фр. Beuvezin) насеље је и општина у североисточној Француској у региону Лорена, у департману Мерт и Мозел која припада префектури Тул.
По подацима из 2011. године у општини је живело 116 становника, а густина насељености је износила 15,03 становника/km². Општина се простире на површини од 7,72 km². Налази се на средњој надморској висини од 441 метар (максималној 495 m, а минималној 343 m).

## Демографија
| 1962. | 1968. | 1975. | 1982. | 1990. | 1999. | 2011. |
| ----- | ----- | ----- | ----- | ----- | ----- | ----- |
| 151   | 153   | 152   | 140   | 126   | 125   | 116   |

График промене броја становника у току последњих година